# 2 م
العام 2 م هو العام الثاني للتقويم الميلادي.

## الأحداث

### حسب الموقع

#### الإمبراطورية الرومانية
- بعد وفاة لوسيوس قيصر، ليفيا دروزيلا تقنع الإمبراطور أغسطس بالسماح لابنها تيبيريوس بالعودة إلى روما كمواطن مميز، بعد ست سنوات من التقاعد الإجباري في جزيرة رودس.
- غايوس قيصر يلتقي بفراتس الخامس ملك فرثيا التي تقع على ضفاف نهر الفرات. وبديلاً عن الغزو، غايوس قيصر يعقد سلامًا مع البارثيين، وبارثيا تعترف بحق الرومان في أرمينيا.
- باولوس ألفينوس فاروس وبوبليوس فينيسيوس يصبحان قنصلين رومانيين.

#### أوروبا
- سيديدس يصبح حاكمًا لأثينا.

#### أفريقيا
- يوبا الثاني ملك موريطنية ينضم لغايوس قيصر في أرمينيا كمستشار عسكري. وفي تلك الفترة، التقى بالأميرة الكابدوكية غلافيرا الزوجة السابقة لألكسندروس اليهودي شقيق هيرودس أرخيلاوس وإثناريش اليهودي، ويقع في حبها.

#### آسيا
- وانغ مانغ يبدأ برنامجه للترويج لشخصه، بإعادة الألقاب لأمراء الامبراطورية السابقة وإدخال نظام المعاشات التقاعدية للضباط المتقاعدين. ويضع قيودًا على والدة الإمبراطور وي وأعضاء من عشيرة وي.
- الانتهاء من إحصاء السكان الأول في الصين الذي بدأ في العام السابق: أظهرت النتائج النهائية عن تعداد يقدّر بحوالي 60 مليون (59,594,978 نسمة في أكثر من 12 مليون أسرة)، وهو أحد أدق التعدادات في تاريخ الصين.[1]
- التعداد الصيني يظهر وجود حوالي نحو مليون نسمة في فيتنام.

## المواليد
- دينغ يو قائد عسكري ورجل دولة في مملكة هان (توفي عام 58 م)

## الوفيات
- لوسيوس قيصر ابن ماركوس فيبسانيوس أغريبا ويوليا الكبرى، وولي العهد (في بلاد الغال) (ولد عام 17 ق.م)